# Luis Díaz Viana

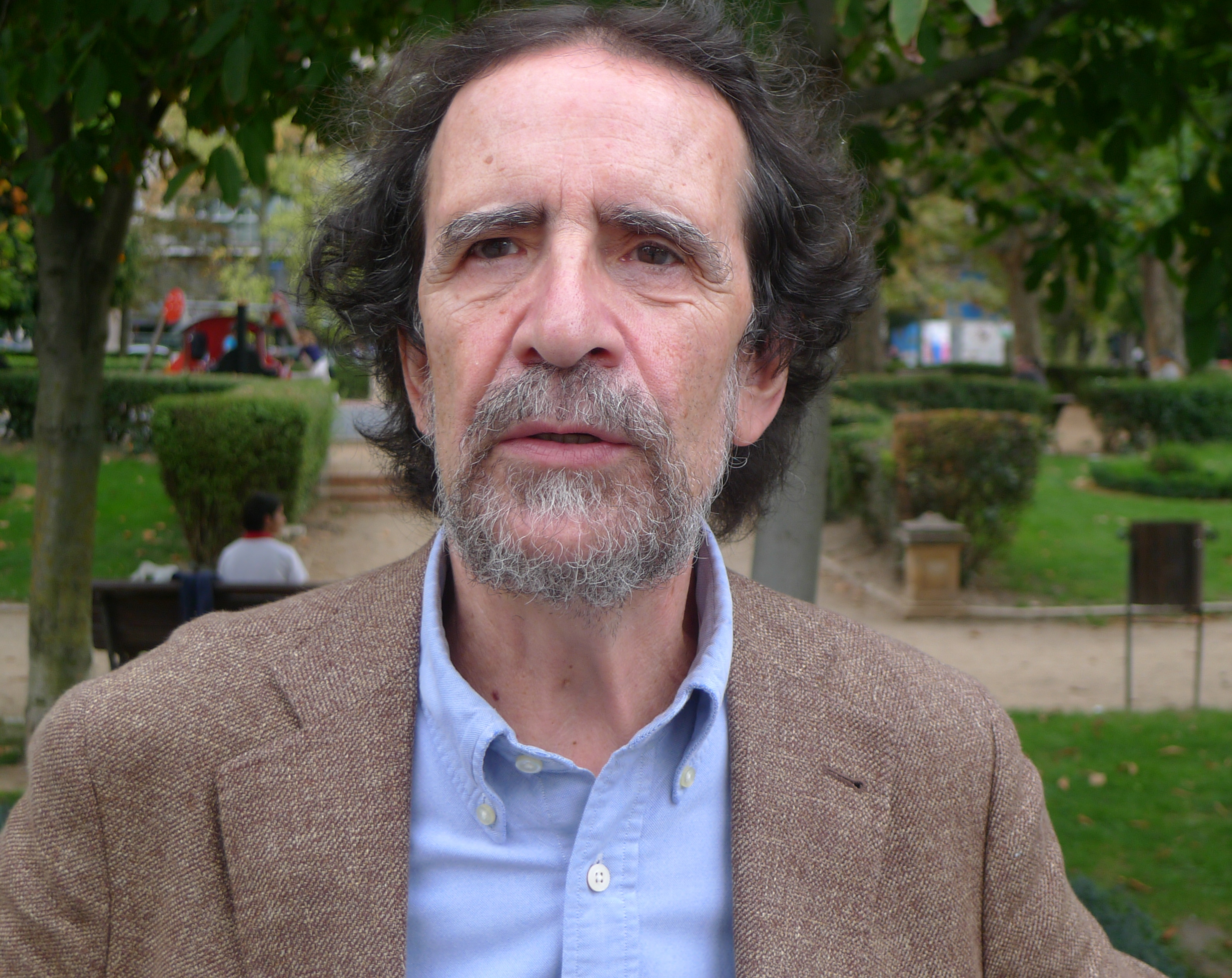
Luis Díaz Viana, 2016

Luis Nicanor Pablo Díaz González-Viana (* Juni 1951 in Zamora, Spanien) ist ein spanischer Anthropologe, Philologe und Schriftsteller. Er gilt als Pionier der spanischen Anthropologie, spezialisiert auf Volkskultur, Ethnologie und Identität. Er ist emeritierter Professor und Forscher am Spanischen Nationalen Forschungsrat (CSIC).
Er hat zahlreiche wissenschaftliche Bücher und Artikel veröffentlicht sowie – als Schriftsteller – Romane und Gedichtsammlungen. 2015 erhielt er den Kastilien-und-León-Preis für Sozial- und Geisteswissenschaften für seine Karriere in der sozialen und kulturellen Anthropologie. Er ist Mitglied des Beirats des Instituts für traditionelle Kultur Segovias Manuel González Herrero.

## Ausbildung und Forschung
Díaz Viana studierte Romanische Philologie an der Universität Valladolid und schloss sein Studium 1977 ab. 1979 promovierte er mit der Dissertation El Romancero Oral en la provincia de Valladolid (veröffentlicht in den ersten zwei Bänden des Catálogo Folklórico de la Provincia de Valladolid). Er war Gymnasiallehrer in Soria und wurde 1992 zum Professor für Sozialanthropologie an der Universität Salamanca berufen, wo er bis 1995 lehrte.
Seit 1995 ist er als Forschungsprofessor am Consejo Superior de Investigaciones Científicas (CSIC) tätig, wo er zunächst als wissenschaftlicher Mitarbeiter eintrat. Er leitete die Abteilung für Anthropologie Spaniens und Amerikas und war später am Bereich Anthropologie des Instituts für Sprache, Literatur und Anthropologie am Zentrum für Geistes- und Sozialwissenschaften des CSIC tätig. Seit 2013 forscht er am Institut für Europastudien der Universität Valladolid (IEE). Er ist Ehrenmitglied dieses Instituts sowie Vorsitzender der Akademischen Kommission des Sozialrates und Mitglied des Governing Councils der Universität Valladolid.
Er war von 1982 bis 1984 Assoziierter Forscher an der Universität Berkeley und hatte Gastprofessuren an der Universität von Texas in Austin, der University of California in Los Angeles (UCLA) und an der Universidad Nacional Autónoma de México (UNAM) inne.
1978 gründete er das Centro Castellano de Estudios Folklóricos mit Sitz im Casa de Zorrilla in Valladolid. Zwischen 1984 und 1987 leitete er die Abteilung für ethnologische Studien im Bildungs- und Kulturministerium der Junta de Castilla y León. In dieser Zeit organisierte er mehrere Kurse über Volkskultur in Zusammenarbeit mit der Universität Valladolid. 1985 initiierte er den ersten wissenschaftlichen Kongress über Ethnologie und Folklore in Kastilien und León, 1999 das erste internationale Kolloquium über Cordelliteratur. 2011 war er Vorsitzender des Organisationskomitees des XII. Kongresses für Anthropologie der Föderation der Anthropologieverbände Spaniensin León.
Er gehört der Redaktion der Zeitschrift für Dialektologie und Volkstraditionen (CSIC) an und ist Herausgeber der ethnografischen Quellensammlung De acá y de allá (CSIC). Zudem war oder ist er Mitglied zahlreicher Institutionen: Florián de Ocampo, Centro de Estudios Sorianos, Seminario de Estudios Narrativos (Katholische Universität von Peru), European Association of Social Anthropology (EASA), World Council of Anthropological Associations (WCAA). Er ist Präsident der Asociación de Antropología de Castilla y León, die er 1989 mitbegründete. Zudem ist er Gutachter beim Standing Committee for Humanities der Europäischen Wissenschaftsstiftung.
Er nahm am Forschungsprojekt Fuentes de la etnografía española des CSIC unter der Leitung von Julio Caro Barojateil – einen seiner Lehrmeister, ebenso wie Stanley Brandes (Berkeley) und Alan Dundes (Volkskundler). Mitte der 1980er Jahre initiierte er gemeinsam mit María Cátedra die urbane Anthropologie in Spanien. Er war Teil der Forschungsteams El archivo del Duelo (über Volksreaktionen auf die Anschläge vom 11. März 2004) und Justicia, Memoria, Narración y Cultura.
2013 leitete er das Forschungsprojekt El retorno a la tierra. ¿Dónde mejor que aquí? über Rückkehrbewegungen aufs Land in Kastilien und León. Seit 2012 koordiniert er mit Dámaso Javier Vicente Blanco den Europäischen Ausbildungskurs zur Verwaltung des immateriellen Kulturerbes an der Universität Valladolid und leitet das Forscherteam für ethnografische Vorinventare in drei Provinzen Kastiliens und Leóns.

## Denken
Seit seinen ersten Veröffentlichungen in den 1970er Jahren betonte Díaz Viana die Bedeutung der philologischen Tradition in der Folkloreforschung und verwies auf den Wert früher Beiträge ausländischer Anthropologen zur spanischen Anthropologiegeschichte.
Laut Díaz Viana ist die Vorstellung von „Tradition“ und dem „Traditionellen“ eine moderne kulturelle Konstruktion, die erst seit der Romantik ideologisch aufgeladen und kanonisiert wurde.
Er kritisiert auch die gegenwärtige Akkulturation, die sich einstellt, wenn die Übermoderne – mit technologischem Fetischismus und der Logik des wirtschaftlichen Fortschritts – unkritisch übernommen wird und uns dadurch vom Menschlichen entfremdet. Ebenso kritisiert er konservatorische Modelle zur Bewahrung des ländlichen Raumes, die Natur, Landschaft und Dorfbevölkerung in Postkartenidyllen verwandeln – wie Krippenfiguren, die von Behörden als museale Attraktionen erhalten werden.

## Publikationen (Auswahl)
- El patrimonio cultural inmaterial de Castilla y León: propuestas para un atlas etnográfico (CSIC). 2016.

Belletristik
- Todas nuestras víctimas. Roman. Editorial Difácil ISBN 978-84-92476-68-8, Editorial Páramo ISBN 978-84-948403-5-7, 2018.
- Paganos. Gedichte. Editorial Páramo, 2016.
- En Honor de la quimera. Anthologie. 2015.
- Los últimos paganos. Roman. Ediciones del Viento, 2010.
- Los guardianes de la tradición. Ensayos sobre la ‘invención’ de la cultura popular (1999);[7]
- Pagano refugio. Gedichte. 1996.
- Habitación en Berkeley. Gedichte. 1992.

## Auszeichnungen (Auswahl)
- 1987: Premio Nacional de Investigación Cultural "Marqués de Lozoya" des Kulturministeriums,[11]
- 2009: Premio de Novela "Ciudad de Salamanca" für sein Werk Los últimos paganos,[12]
- 2015: Premio Castilla y León de las Ciencias Sociales y Humanidades[3]
- 2016: Premio Diálogo für seine individuelle Karriere von der Ateneo Cultural Association "Jesús Pereda" des CCOO Castilla y León.[13][14]